# 오군주

오군주의 위치

오군주(영어: Ogun State)는 나이지리아의 남서부에 있는 주로, 주도는 아베오쿠타이다. 면적은 16,762km2이며, 인구는 2,338,570명(1991년)이다. 1976년 2월 3일에 신설되었다. 남쪽으로는 라고스주, 북쪽으로는 오요주와 오순주, 동쪽으로는 온도주와 접하며 서쪽으로는 베냉과 국경을 접한다.